# The Crow: Báo thù
The Crow: Báo thù (tên tiếng Anh: The Crow) là bộ phim siêu anh hùng gothic của Hoa Kỳ ra mắt năm 2024 được đạo diễn bởi Rupert Sanders với kịch bản do Zach Baylin và William Schneider chấp bút. Đây là phần phim khởi động lại chuỗi thương hiệu The Crow, vừa là phần phim thứ năm của loạt phim và đồng thời cũng là phần phim thứ hai sau bộ phim năm 1994 được chuyển thể từ loạt truyện tranh cùng tên năm 1989 của James O'Barr. Phim có sự tham gia của Bill Skarsgård trong vai Eric / The Crow, một người đàn ông được hồi sinh để trả thù cho cái chết đầy thương mình của bản thân cùng cô bạn gái do FKA Twigs thủ vai.
Bộ phim được bắt đầu phát triển vào tháng 12 năm 2008 với thông tin do Stephen Norrington chia sẻ rằng ông sẽ biên kịch kiêm đạo diễn cho một "phiên bản tái tạo" lại của The Crow. Tuy nhiên sau đó, bộ phim đã bước vào một quá trình phát triển đầy chông gai với sự tham gia của nhiều đạo diễn, biên kịch và dàn diễn viên thay đổi qua nhiều thời điểm khác nhau. Các nhà làm phim như Norrington, Juan Carlos Fresnadillo, F. Javier Gutiérrez, và Corin Hardy ban đầu đều được tham gia ký hợp đồng để ngồi vào vị trí đạo diễn trong khi các tên tuổi nổi tiếng như Bradley Cooper, Luke Evans, Jack Huston và Jason Momoa đều được cân nhắc để đảm nhận vai diễn chính trong nhiều thời điểm khác nhau trong quá trình phát triển. Và cuối cùng vào tháng 4, 2022, Skarsgård là cái tên đã được chọn để thủ vai nhân vật chính bên cạnh việc Sanders sẽ cầm trịch đạo diễn bộ phim. Quá trình quay phim được bắt đầu vào tháng 7 tại Praha và Penzing gần München.
The Crow: Báo thù được công chiếu toàn cầu lần đầu tại Thành phố New York vào ngày 20 tháng 8, 2024 và được phát hành tại Pháp vào ngày 21 tháng 8 cùng năm. Tại thị trường Hoa Kỳ, bộ phim được phân phối bởi hãng Lionsgate và ra mắt vào tại các rạp vào ngày 23 tháng 8, 2024. Tại Việt Nam, ngày công chiếu của phim được ấn định là vào ngày 13 tháng 09 năm 2024. Phim thu về được nhiều phản hồi tích cực từ các nhà phê bình và trở thành một cú hích phòng vé với doanh thu toàn cầu là 13.7 triệu Đô la Mỹ so với mốc kinh phí sản xuất là 50 triệu Đô la Mỹ.

## Diễn viên
- Bill Skarsgård thủ vai Eric / The Crow[7][9]
- FKA Twigs thủ vai Shelly, bạn gái của Eric[10][11]
- Danny Huston thủ vai Vincent Roeg, một tên chúa tể tội phạm ác quỷ[12]
- Josette Simon thủ vai Sophia, mẹ của Shelly[13]
- Laura Birn thủ vai Marian, nữ trợ thủ đắc lực của Roeg
- Sami Bouajila thủ vai Kronos, một linh hồn chỉ dẫn cho Eric trong hành trình báo thù của anh
- Isabella Wei thủ vai Zadie, bạn của Shelly[10]
- Jordan Bolger thủ vai Chance, một nghệ sĩ xăm và là bạn của Eric và Shelly[14]

## Phần hậu truyện tiềm năng
Theo Skarsgård, phần kết của phim đã được thay đổi vởi các nhà làm phim để gợi ý cho khả năng của một phần phim hậu truyện và điều này trái với suy nghĩ của anh.